# Maska diabła
Maska diabła (ang. Bruiser) – amerykańsko-kanadyjsko-francuski horror filmowy w reżyserii George’a A. Romero z 2000 roku.

## Obsada
- Jason Flemyng – Henry Creedlow
- Nina Garbiras – Janine Creedlow
- Peter Stormare – Milo Styles
- Andrew Tarbet – James Larson
- Tom Atkins – McCleary
- Jeff Monahan – Tom Burtram
- Leslie Hope – Rosemary Newley